# چاه سفید
چاه سفید، روستایی از توابع بخش ماهورمیلانی شهرستان ممسنی در استان فارس ایران است.
این روستا غربی ترین نقطه استان فارس از لحاظ مختصات جغرافیایی و مسکونی بودن است.
مردم این روستا همانند روستا های اطراف لرتبار هستند و به زبان لری محلی سخن می گویند.

## جمعیت
این روستا در دهستان میشان قرار دارد و براساس سرشماری مرکز آمار ایران در سال ۱۳۸۵، جمعیت آن ۱۱ نفر (۴خانوار) بوده‌است.